# Chapelle évangélique de l'Église de Bethel
La chapelle évangélique de l'Église de Bethel (en néerlandais : Bethelkerk) est un édifice religieux situé sur la chaussée de Haecht dans la commune bruxelloise de Schaerbeek. c'est une église protestante évangélique néerlandophone et appartient aux Congrégations évangéliques libres de Flandre.
Le nom de l'église fait référence au site biblique de Béthel et signifie Maison de Dieu.

## Histoire
L'église est née du travail de la  Mission Évangélique Belge, une organisation qui est devenue active en Belgique après la fin de la Première Guerre mondiale. Pendant la Première Guerre mondiale, le couple américain Ralph et Edith Norton rencontre à Londres des soldats belges victimes du front de l'Yser. Ils ont envoyé des rations alimentaires aux combattants dans les tranchées. Après la guerre, le couple s'installe à Bruxelles, où ils fondent la  Mission Évangélique Belge.
Parce que les services religieux à Bruxelles se tenaient en français, les néerlandophones ont demandé leur propre culte. L'Église Flamande a été fondée en 1923. Pendant de nombreuses années, la congrégation s'est réunie dans la Goudstraat, près de l'Église Notre-Dame de la Chapelle. Ce fut le cas jusqu'à ce que la rue doive faire place à la liaison Nord-Sud dans les années 1950. L'église a ensuite déménagé à Schaerbeek.
Le pasteur de l'église est Gottlieb Blokland depuis 1998.